# Lockwood (Califórnia)
Lockwood é uma comunidade não incorporada  no Condado de Monterey, no estado americano da Califórnia. Está localizada a 6 milhas de Jolon.[carece de fontes?]